# Burmagomphus laidlawi
Burmagomphus laidlawi – gatunek ważki z rodziny gadziogłówkowatych (Gomphidae).